# Taufbecken (Lierville)

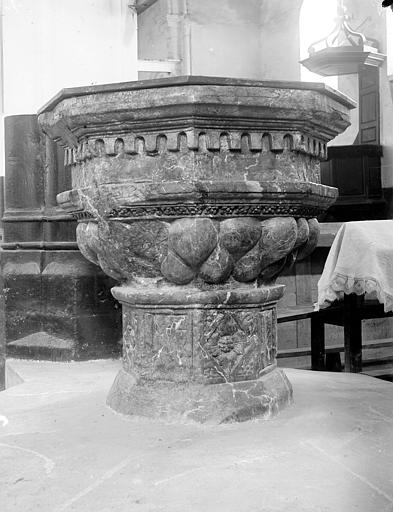
Taufbecken in Lierville

Das Taufbecken in der katholischen Pfarrkirche St-Martin in Lierville, einer französischen Gemeinde im Département Oise in der Region Hauts-de-France, wurde 1544 geschaffen. Im Jahr 1912 wurde das Taufbecken im Stil der Renaissance als Monument historique in die Liste der geschützten Objekte (Base Palissy) in Frankreich aufgenommen.
Das Taufbecken aus Rotmarmor steht auf einem achteckigen Sockel, der mit Reliefs verziert ist. Das ebenfalls achteckige Becken ist am oberen Rand profiliert und an den unteren Außenflächen godroniert.